# Mathias Rissi
Mathias Rissi (* 12. Dezember 1946 in Rorschach) ist ein Schweizer Jazzmusiker (Sopran-, Alt- und Tenorsaxophon, auch Bassklarinette, Komposition) und Architekt.

## Leben und Wirken
Rissi, im Hauptberuf Architekt, ist als Instrumentalist und Komponist überwiegend Autodidakt. Er arbeitete ab 1975 in der Jazzszene der Schweiz; Beat Kennel holte ihn in das Lipschitz Orchester. Auch spielte er im Orchester von Ole Thilo. 1979 entstanden Aufnahmen mit der Gruppe Flow Unit (In Concert), mit Markus Imboden, Guerino Mazzola, Martin Wicki, Thomas Schaffrot und Walter Schönenberger. Rissis Spiel war stets mit avantgardistischen Ideen verbunden. Er interessierte sich insbesondere für die Musik Albert Aylers und veröffentlichte 1977 eine Diskographie der Aufnahmen des Saxophonisten.
Ab 1986 leitete Rissi das Q4 Quartet, dem Peter A. Schmid, Werner Broger und Dani Schaffner angehörten. Mit der Formation legte er mehrere Alben vor und gastierte u. a. auf dem Jazz Festival Willisau. 1989 adaptierte er die klassische Kantate Die Hinrichtung des Stepan Rasin von Dimitri Schostakowitsch für das Q4.
In den 1990er- und 2000er-Jahren arbeitete Rissi weiterhin mit seinem Q4 Orchester Projekt; ausserdem spielte er im Trio mit Guerino Mazzola und Heinz Geisser, mit dem er u. a. 2001/02 die Alben Terra und Agua bei Cadence Jazz Records vorlegte. Rissi war Mitbegründer des Jazzclubs Moods Jazz Club in Zürich. Weiterhin kam es zur Zusammenarbeit mit Werner Lüdi, Urs Blöchlinger, Runo Ericksson, Jürg Grau, Mani Neumeier, Ellen Christi, Hans Anliker, Max E. Keller, Herbie Kopf und Co Streiff. Im Bereich des Jazz war er laut Tom Lord zwischen 1986 und 2006 an 14 Aufnahmesessions beteiligt.

## Diskographische Hinweise
- Lyons' Brood: Q4 Orchester Projekt (Creative Works, 1989)
- Mathias Rissi Q4: Horus and Seth (1989)[3]
- Q4 Orchestra: Lyons’ Brood (1990)[4]
- Rissi/Mazzola/Geisser: Fuego (Creative Works, 1995), mit Guerino Mazzola, Heinz Geisser
- Q4 Orchestra Projekt/Mathias Rissi Yavapai (Creative Works, 1995), mit Daniel Schenker, Peter Bohringer, Hans Anliker, Beat Unternährer, Kurt Graemiger, Beat Blaser, Guerino Mazzola, Markus Stauss, Tomi Hirt, Heinz Geisser, Philipp Zehnder[5]
- Mathias Rissi/Guerino Mazzola/Heinz Geisser: Tetrahedron (aka Fuego, 1996)[6]
- Mathias Rissi/Guerino Mazzola/Heinz Geisser: Minos (Cadence Jazz, 2002)
- Rissi/Mazzola/Geisser: Herakleitos (Ayler Records, 2006)
- Mathias Rissi/Guerino Mazzola/Heinz Geisser: Aire (Cadence Jazz, 2006)
- Matthias Rissi Q4 Quartet: Amun Re: 1986–1989 (Kompilation, ed. 2020)[7]
- Rissi/Mazzola/Geisser: Live at Theater am Gleis (ed. 2020), mit Kurt Grämiger[8]
- Mathias Rissi, Guerino Mazzola, Heinz Geisser: Plato - Timaios (Unreleased Takes) (2006, ed. 2021)